# Do It Now
Do it now es una canción de Paul McCartney que forma parte de su álbum Egypt Station, publicado en 2018. 

## Historia
Do it now fue grabada en 2017, durante el proceso de confección del álbum Egypt station. Según el propio Paul McCartney, a medida que iba envejeciendo, recordaba frases de gente que lo había acompañado en algunos momentos de su vida, como maestros, amigos o sus padres. Su padre James McCartney decía «hazlo ahora» —  'do it now' en inglés— siempre que McCartney quería postergar las cosas. Incluso abreviaba la frase diciéndole únicamente «DIN». Paul McCartney decía bromeando que la palabra DIN le parecía un buen nombre para una compañía discográfica.
Para Paul McCartney, la canción hace referencia a un viaje imaginario que a él le hubiese gustado hacer pero que era necesario realizar en el momento. De acuerdo con el cantante, ideaba componer una canción con esta frase desde tiempo atrás.